# Rafelcofer
Rafelcofer, capital del paraíso, es un municipio de la Comunidad Valenciana, España. Perteneciente a la provincia de Valencia en la comarca de la Safor.

## Geografía

Localización en la comarca de la Safor

Situado en el centro de la llanura que forma el valle del Serpis y a la derecha del curso del mismo.
El relieve es llano y solo comienza a notarse cierta elevación por su parte meridional, a medida que nos acercamos a las faldas de la Sierra Gallinera, que cierra a la Huerta de Gandía por el sur.
El término municipal de Rafelcofer es mayormente llano, excepto una porción del monte del Rabat (167 m) hasta el mojón trifinio con Alquería de la Condesa y Fuente Encarroz al suroeste. El otro accidente físico destacado es el barranco de Palmera, que bordea el casco urbano por el norte, continua hacia Alquería de la Condesa y el pueblo que le da el nombre. El agua para el riego procede del río Serpis y es distribuida por medio de acequias.
Desde Valencia se accede a esta localidad, por carretera, a través de la N-332 para enlazar con la CV-679.

### Localidades limítrofes
El término municipal de Rafelcofer limita con las siguientes localidades:
Almoines, Alquería de la Condesa, Bellreguart, Beniarjó, Beniflá y Fuente Encarroz, todas ellas de la provincia de Valencia.

## Historia

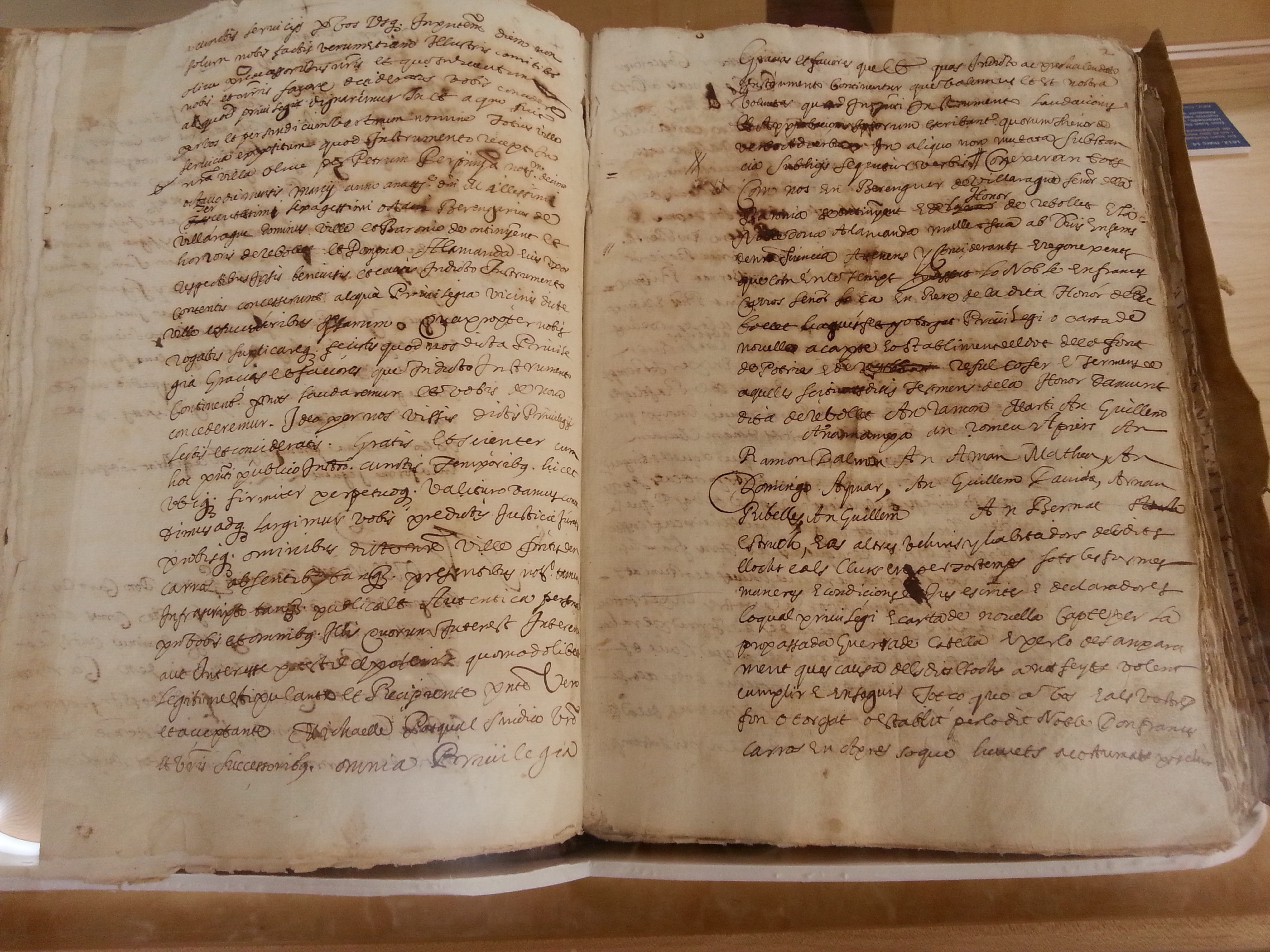
Carta Puebla de Fuente Encarroz, Potríes y Rafelcofer (1368)

Existen vestigios de poblamento en el término desde muy antiguo entre los cuales destaca el poblado ibérico de el Rabat. En tiempos de la romanización se han encontrado piedras con inscripción latina y fragmentos de cerámica esporádicamente recogidos en los alrededores de la falda del monte Rabat y la ermita de San Miguel. Rafelcofer perteneció a la jurisdicción del castillo de Rebollet, posteriormente al Condado de Oliva y el Ducado de Gandía. Ya en el siglo XIX y en la primera división provincial, fue adscrito a la provincia de Alicante y al partido judicial de Pego, hasta su inclusión definitiva en la provincia de Valencia en 1847.

## Demografía
Rafelcofer cuenta con una población de 1374 habitantes (INE 2024).
| Gráfica de evolución demográfica de Rafelcofer entre 1842 y 2021                                                    |
| |
| Población de derecho según los censos de población del INE Población de hecho según los censos de población del INE |

## Economía
Hasta finales del siglo XIX tuvo relativa importancia el cultivo de la vid moscatel para la confección de pasa, pero, tras la filoxera y con la introducción intensiva del naranjo, ha sido este árbol el que configura el paisaje agrario. Otros cultivos de la huerta son las patatas, las judías, el maíz y la alfalfa. El secano se refugia en el sur y su porcentaje es insignificante y sin valor económico. El suelo cultivado representa un elevado porcentaje. Las estructuras presenta un elevado índice de minifundismo.
La ausencia de industrias ha venido motivando en los últimos años un cierto éxodo de la población en edad de trabajar, que emigra hacia las zonas fabriles y comerciales de Oliva y Gandía en busca de puestos de trabajo.

## Administración y política
| Periodo   | Nombre                               | Partido   |
| --------- | ------------------------------------ | --------- |
| 1979-1983 | Joan Gregori Gregori                 | PSPV-PSOE |
| 1983-1987 | Joan Gregori Gregori                 | PSPV-PSOE |
| 1987-1991 | Salvador Castillo Pons               | CDS       |
| 1991-1995 | Joan Gregori Gregori                 | PSPV-PSOE |
| 1995-1999 | Joan Gregori Gregori                 | PSPV-PSOE |
| 1999-2003 | Pepa Izquierdo Sales                 | BLOC      |
| 2003-2007 | José Peiró Faus Pepa Izquierdo Sales | PP BLOC   |
| 2007-2011 | Mari Carme Pérez Llibrer             | PSPV-PSOE |
| 2011-2015 | Mari Carme Pérez Llibrer             | PSPV-PSOE |
| 2015-2019 | Irene Furió Blasco                   | PSPV-PSOE |
| 2019-2023 | Josep Monserrat Sanchis              | Compromís |
| 2023-act. | Josep Monserrat Sanchis              | Compromís |

## Patrimonio
- Iglesia parroquial. Está dedicada a San Antonio de Padua y San Diego de Alcalá, de estilo neoclásico.
- Yacimiento prehistórico levantino.
- Trinquet de Pilota Valenciana.
- Motor de San Diego. Actual Museo Arqueológico.
- Partidores de agua.
- Casa Abadía. De estilo neogótico.
- Casas modernistas de la calle Mayor.
- Pasadizos subterráneos de tiempos de guerra.
- Ayuntamiento.
- Matadero municipal.

## Fiestas locales
- Fiestas Patronales. Se celebran la segunda semana de julio, de martes a sábado, en honor a la Divina Aurora (Patrona Canónica y Alcaldesa Perpetua de Rafelcofer), San Antonio de Padua, el Santísimo Cristo del Amparo y la Virgen del Carmen. También se celebran el día de la juventud y la fiesta de moros y cristianos.